# Robert Cornog
Robert Cornog (Portland, 7 luglio 1912 – Santa Monica, 15 luglio 1998) è stato un fisico e ingegnere statunitense che ha contribuito allo sviluppo della bomba atomica e di sistemi missilistici come lo Snark e il Minuteman.
Nativo di Portland (Oregon) e cresciuto a Iowa City, Cornog ha conseguito una laurea in ingegneria meccanica presso la University of Iowa. Dopo aver lavorato per lo United States Bureau of Reclamation sulla progettazione della diga di Hoover, ha studiato alla UC Berkeley per il suo dottorato in fisica.
La sua ricerca per il dottorato ha portato alla scoperta, insieme a Luis Álvarez, di idrogeno ed elio aventi massa atomica 3 (trizio e elio-3). Inoltre ha assistito Emilio Segrè nella scoperta dell'elemento 85, l'astato.
Durante la seconda guerra mondiale Cornog ha progettato attrezzature magnetiche per navi e ha lavorato al Progetto Manhattan e poi alla UC Berkeley, alla Princeton University e a Los Alamos. Cornog divenne ingegnere capo della divisione ordigni del team di sviluppatori della bomba atomica e contribuì alla creazione del meccanismo di innesco della bomba.
Negli anni cinquanta si è concentrato su aerodinamica, energia nucleare e ingegneria missilistica, lavorando su sistemi missilistici per diverse aziende della Southern California, come Northrop, Space Technology Laboratories e Ramo-Wooldridge Corporation, poi divenute TRW. Esperto anche in tecnologia del vuoto, Cornog diresse la Vacuum Enterprises dal 1967 al 1974 e ha gestito lo sviluppo dei prodotti per Torr Vacuum Products fino al 1984. Ha ottenuto diversi brevetti ed è stato consulente tecnico per il film L'ombra di mille soli, sulla bomba atomica.
Immaginando usi pacifici per la tecnologia nucleare e spaziale, Cornog nel 1959 ha previsto entro 40 - 50 anni un mondo con trasmissioni televisive a colori in tutto il mondo, satelliti artificiali assemblati nello spazio e accurate previsioni meteorologiche.
Cornog era uno stretto collaboratore del pioniere della missilistica e occultista Jack Parsons. Lo scrittore di fantascienza Robert A. Heinlein era suo amico e gli ha dedicato il romanzo Straniero in terra straniera.
Donald Kingsbury ha dedicato il suo romanzo The Moon Goddess and the Son a diverse persone incluso Robert Cornog.